# Herbert Letsch
Herbert Letsch (* 22. August 1928 in Mannheim) ist ein deutscher Kultur- und Kunstwissenschaftler. Er war Professor an der TU Dresden.

## Leben und Wirken
Herbert Letsch wurde 1928 in Mannheim geboren. Er studierte in Weimar und Dresden Malerei und absolvierte zusätzlich von 1955 bis 1959 in Leipzig die mit einem Diplom beschlossene Ausbildung zum Lehrer für Marxismus-Leninismus. Anschließend lehrte er das Fach Ästhetik an der Sektion Kultur- und Kunstwissenschaften der Karl-Marx-Universität Leipzig.
Seine Promotion 1962 hatte „Ästhetische Probleme des modernen Bauens“ zum Inhalt. 1968 wurde er mit einer Arbeit über den Zusammenhang von wissenschaftlich-technischer Revolution und sozialistischer Kunstentwicklung habilitiert. Diesem Thema galt weiterhin sein Interesse, als er von 1970 bis 1975 an die Technische Hochschule Magdeburg und 1975 an die Technische Universität in Dresden berufen wurde, wo er mehrere Jahre als Leiter des Wissenschaftsbereichs Kulturtheorie, Ästhetik und Kunstwissenschaften an der Sektion Philosophie und Kulturwissenschaften verbrachte.
Letsch schrieb neben diversen Büchern zahlreiche Artikel und Aufsätze, zum Beispiel in Weimarer Beiträge, Bildende Kunst und Bildnerisches Volksschaffen, zu Entwicklungsproblemen der Bildenden Kunst und zu weltanschaulich-philosophischen Problemen der Umweltgestaltung und technischen Ästhetik.

## Werke
- Über die Beziehungen von Ästhetik und Technik im industrialisierten sozialistischen Bauen. Leipzig 1962.
- Die Stellung der Kunst und des Künstlers im Kapitalismus. Lehrbrief für Ästhetik und Kunstgeschichte. Zentralhaus für Kulturarbeit, Leipzig 1964.
- (mit Eva Lippold, K. Selig:) Ästhetische Probleme im künstlerischen Schaffen. Zentralhaus für Kulturarbeit, Leipzig 1964.
- Untersuchungen über den Zusammenhang von technisch-wissenschaftlicher Revolution und sozialistischer Kunstentwicklung. Leipzig 1968.
- (Zuarbeit für das Autorenkollektiv unter der Gesamtleitung von Hans Koch:) Zur Theorie des sozialistischen Realismus. Herausgegeben vom Institut für Gesellschaftswissenschaften beim ZK der SED, Lehrstuhl für marxistisch-leninistische Kultur- und Kunstwissenschaften. Dietz Verlag, Berlin 1974.
- Fritz Eisel (= Maler und Werk. Eine Kunstheftreihe). Verlag der Kunst, Dresden 1979.
- (im Autorenkollektiv unter Leitung von Erhard John:) Kultur, Kunst, Lebensweise. Dietz Verlag, Berlin 1980.
- (mit Hagen Bächler und Karla Scharf:) Ästhetik – Mensch – gestaltete Umwelt (= Weltanschauung heute; Band 37). Herausgegeben von Helmut Hanke, Herbert Hörz, Hans Kölsch, Erhard Lange, Hermann Ley, Dietrich Mühlberg, Erwin Pracht, Günter Söder, Vera Wrona. Deutscher Verlag der Wissenschaften, Berlin 1982.
- Der Alltag und die Dinge um uns. Dietz Verlag, Berlin 1983.
- Plädoyer für eine schöne Umwelt. Dietz Verlag, Berlin 1985.

## Beiträge (Auswahl)
- Was verstehen wir unter sozialistischer Baukunst? In: Deutsche Architektur, 10/1959, S. 577 f.
- Bemerkungen zu einem Konzept industrieller Ästhetik. In: Dresdener Beiträge zur Geschichte der Technikwissenschaften, 6/1983, S. 67 f.
- Zur Frage des Klassencharakters der Bauhausdoktrin. In: Achim Preiß, Klaus-Jürgen Winkler (Hrsg.): Weimarer Konzepte. Die Kunst- und Bauhochschule von 1860 bis 1995. Verlag und Datenbank für Geisteswissenschaften, Weimar 1995, ISBN 3-929742-84-5, S. 243.

## Herausgaben
- De Stijl. Schriften und Manifeste. Zu einem theoretischen Konzept ästhetischer Umweltgestaltung (= Gustav Kiepenheuer Bücherei; Nr. 44). Herausgegeben und mit einem Vorwort versehen von Hagen Bächler und Herbert Letsch. Übersetzung aus dem Niederländischen von Herbert Frank und Marie-Paule Schödler-Remaut. Gustav Kiepenheuer Verlag, Leipzig / Weimar 1984. (Vorwort von Letsch: S. 5–29.)